# Бардагжи, Руни
Руни Бардагжи (араб. روني بردغجي‎; швед. Roony Bardghji, [ruːniː barˈdaˤdʒiː]; родился 15 ноября 2005)  — шведский футболист,  полузащитник испанского клуба «Барселона».

## Клубная карьера
В шестилетнем возрасте начал играть за шведский клуб «Каллинге». С девяти до тринадцати лет выступал за молодёжную команду «Рёдебю», после чего стал игроком молодёжной команды «Мальмё». В ноябре 2020 года перешёл в датский клуб «Копенгаген». 21 ноября 2021 года дебютировал в основном составе «Копенгагена» в матче против «Орхуса». Неделю спустя забил свой первый гол за «Копенгаген» в матче против «Ольборга», в возрасте 16 лет и 13 дней став самым молодым автором гола в истории датской Суперлиги.
14 июля 2025 года подписал четырёхлетний контракт с испанским клубом «Барселона».

## Карьера в сборной
В 2021 году дебютировал за сборную Швеции до 17 лет. 2 июня 2022 года 16-летний игрок дебютировал за сборную Швеции до 21 года.

## Достижения
«Копенгаген»
- Чемпион Дании (3): 2021/22, 2022/23, 2024/25
- Обладатель Кубка Дании (2): 2022/23, 2024/25

## Личная жизнь
Родители Руни родом из Алеппо (Сирия), откуда они переехали в Кувейт в поисках работы. В Кувейте и родился Руни. Его отец «играл в одном из крупнейших клубов Сирии и выигрывал молодёжные титулы». В детстве отец сам тренировал Руни на футбольных полях Кувейта. В 2012 году семья Бардагжи переехала в Швецию.